# Cupa UEFA 1988-1989
Cupa UEFA 1988-89 a fost câștigată de Napoli, învinsa fiind Stuttgart.

## Prima rundă
| Echipa #1                  | Total  | Echipa #2                   | Tur | Retur    |
| -------------------------- | ------ | --------------------------- | --- | -------- |
| Stuttgart                  | 3-2    | FC Tatabánya                | 2-0 | 1-2      |
| Royal Antwerp FC           | 3-6    | Köln                        | 2-4 | 1-2      |
| Bayern München             | 10-4   | Legia Warszawa              | 3-1 | 7-3      |
| Bayer 04 Leverkusen        | 0-2    | C.F. Os Belenenses          | 0-1 | 0-1      |
| Roma                       | 4-3    | Nürnberg                    | 1-2 | 3-1(aet) |
| FC Groningen               | (a)2-2 | Atlético Madrid             | 1-0 | 1-2      |
| FC Aarau                   | 0-7    | Lokomotive Leipzig          | 0-3 | 0-4      |
| St Patrick's Athletic F.C. | 0-4    | Heart of Midlothian F.C.    | 0-2 | 0-2      |
| FK Žalgiris Vilnius        | 4-5    | FK Austria Wien             | 2-0 | 2-5      |
| Sporting Clube de Portugal | 6-3    | AFC Ajax                    | 4-2 | 2-1      |
| Real Sociedad              | (a)4-4 | Dukla Prague                | 2-1 | 2-3      |
| Union Luxembourg           | 1-11   | Liège                       | 1-7 | 0-4      |
| Internazionale             | 4-2    | IK Brage                    | 2-1 | 2-1      |
| Íþróttabandalag Akraness   | 1-2    | Újpest FC                   | 0-0 | 1-2      |
| Rangers F.C.               | 5-2    | GKS Katowice                | 1-0 | 4-2      |
| Aberdeen F.C.              | 0-2    | Dynamo Dresden              | 0-0 | 0-2      |
| FC Dnipro Dnipropetrovsk   | 2-3    | Bordeaux                    | 1-1 | 1-2      |
| Östers IF                  | 2-6    | FK DAC 1904 Dunajská Streda | 2-0 | 0-6      |
| Turun Palloseura           | (a)1-1 | Linfield F.C.               | 0-0 | 1-1      |
| Molde FK                   | 1-5    | K.S.V. Waregem              | 0-0 | 1-5      |
| Malmö FF                   | 3-2    | FC Torpedo Moscow           | 2-0 | 1-2(aet) |
| First Vienna FC            | (a)2-2 | Ikast FS                    | 1-0 | 1-2      |
| Oțelul Galați              | 1-5    | Juventus                    | 1-0 | 0-5      |
| RŠD Velež                  | 6-2    | APOEL                       | 1-0 | 5-2      |
| AEK Atena FC               | 1-2    | Athletic Bilbao             | 1-0 | 0-2      |
| Montpellier La Paillade SC | 1-6    | S.L. Benfica                | 0-3 | 1-3      |
| Sliema Wanderers F.C.      | 1-8    | Victoria București          | 0-2 | 1-6      |
| Napoli                     | 2-1    | PAOK                        | 1-0 | 1-1      |
| Partizan                   | 10-0   | PFC Slavia Sofia            | 5-0 | 5-0      |
| Servette FC                | 1-0    | SK Sturm Graz               | 1-0 | 0-0      |
| Trakia Plovdiv             | 1-2    | FC Dinamo Minsk             | 1-2 | 0-0      |
| Beșiktaș J.K.              | 1-2    | NK Dinamo Zagreb            | 1-0 | 0-2      |

### Tur
| Roma         | 1 – 2 | Nürnberg              |
| ------------ | ----- | --------------------- |
| Desideri 47' |       | Sané 44' Eckstein 58' |

| Internazionale               | 2 – 1 | IK Brage           |
| ---------------------------- | ----- | ------------------ |
| Díaz 44' (pen.) Matteoli 89' |       | Arnberg 64' (pen.) |

| Oțelul Galați     | 1 – 0 | Juventus |
| ----------------- | ----- | -------- |
| Profir 59' (pen.) |       |          |

| Napoli              | 1 – 0 | PAOK |
| ------------------- | ----- | ---- |
| Maradona 58' (pen.) |       |      |

### Retur
| Nürnberg     | 1 – 3 (a.e.t.) | Roma                                     |
| ------------ | -------------- | ---------------------------------------- |
| Eckstein 19' |                | Völler 8' Policano 34' Renato Gaúcho 93' |

Roma a câștigat cu 4–3 la general.
| IK Brage    | 1 – 2 | Internazionale       |
| ----------- | ----- | -------------------- |
| Hällman 46' |       | Berti 9' Morello 78' |

Internazionale a câștigat cu 4–2 la general.
| Juventus                                                         | 5 – 0 | Oțelul Galați |
| ---------------------------------------------------------------- | ----- | ------------- |
| De Agostini 17' Agiu 26' (o.g.) Rui Barros 28' 71' Altobelli 49' |       |               |

Juventus a câștigat cu 5–1 la general.
| PAOK          | 1 – 1 | Napoli     |
| ------------- | ----- | ---------- |
| Skartados 65' |       | Careca 17' |

Napoli a câștigat cu 2–1 la general.

## Runda a doua
| Echipa #1                  | Total  | Echipa #2                   | Tur | Retur |
| -------------------------- | ------ | --------------------------- | --- | ----- |
| Bayern München             | 5-1    | FK DAC 1904 Dunajská Streda | 3-1 | 2-0   |
| Köln                       | 3-1    | Rangers F.C.                | 2-0 | 1-1   |
| NK Dinamo Zagreb           | 2-4    | Stuttgart                   | 1-3 | 1-1   |
| Partizan                   | 4-4(a) | Roma                        | 4-2 | 0-2   |
| RŠD Velež                  | (p)0-0 | C.F. Os Belenenses          | 0-0 | 0-0   |
| Sporting Clube de Portugal | 1-2    | Real Sociedad               | 1-2 | 0-0   |
| Heart of Midlothian F.C.   | 1-0    | FK Austria Wien             | 0-0 | 1-0   |
| Lokomotive Leipzig         | 1-3    | Napoli                      | 1-1 | 0-2   |
| Újpest FC                  | 0-2    | Bordeaux                    | 0-1 | 0-1   |
| Juventus                   | 7-4    | Athletic Bilbao             | 5-1 | 2-3   |
| Dynamo Dresden             | 5-3    | K.S.V. Waregem              | 4-1 | 1-2   |
| First Vienna FC            | 2-2(a) | Turun Palloseura            | 2-1 | 0-1   |
| Malmö FF                   | 1-2    | Internazionale              | 0-1 | 1-1   |
| R.F.C. de Liège            | 3-2    | S.L. Benfica                | 2-1 | 1-1   |
| FC Groningen               | 3-1    | Servette FC                 | 2-0 | 1-1   |
| FC Dinamo Minsk            | 2-2(a) | Victoria București          | 2-1 | 0-1   |

### Tur
| Partizan                                      | 4 – 2 | Roma         |
| --------------------------------------------- | ----- | ------------ |
| V. Đukić 17' 77' Vermezović 31' Milojević 53' |       | Conti 9' 68' |

| Lokomotive Leipzig | 1 – 1 | Napoli       |
| ------------------ | ----- | ------------ |
| Zimmerling 67'     |       | Francini 72' |

| Juventus                                         | 5 – 1 | Athletic Bilbao |
| ------------------------------------------------ | ----- | --------------- |
| Laudrup 3' 51' Galia 23' Mauro 40' Altobelli 47' |       | Uralde 35'      |

| Malmö FF | 0 – 1 | Internazionale |
| -------- | ----- | -------------- |
|          |       | Serena 82'     |

### Retur
| Roma                           | 2 – 0 | Partizan |
| ------------------------------ | ----- | -------- |
| Völler 21' Giannini 72' (pen.) |       |          |

Roma 4–4 Partizan. Roma a câștigat cu on away goals rule.
| Napoli                        | 2 – 0 | Lokomotive Leipzig |
| ----------------------------- | ----- | ------------------ |
| Francini 2' Scholz 54' (o.g.) |       |                    |

Napoli a câștigat cu 3–1 la general.
| Athletic Bilbao             | 3 – 2 | Juventus              |
| --------------------------- | ----- | --------------------- |
| Uralde 56' Andrinúa 57' 69' |       | Laudrup 34' Galia 77' |

Juventus a câștigat cu 7–4 la general.
| Internazionale | 1 – 1 | Malmö FF    |
| -------------- | ----- | ----------- |
| Díaz 12'       |       | Nilsson 66' |

Internazionale a câștigat cu 2–1 la general.

## Runda a treia
| Echipa #1                | Total  | Echipa #2        | Tur | Retur |
| ------------------------ | ------ | ---------------- | --- | ----- |
| Bayern München           | (a)3-3 | Internazionale   | 0-2 | 3-1   |
| Real Sociedad            | 3-2    | Köln             | 1-0 | 2-2   |
| FC Groningen             | 1-5    | Stuttgart        | 1-3 | 0-2   |
| Heart of Midlothian F.C. | 4-2    | Velež            | 3-0 | 1-2   |
| Bordeaux                 | 0-1    | Napoli           | 0-1 | 0-0   |
| Dynamo Dresden           | 4-0    | Roma             | 2-0 | 2-0   |
| Liège                    | 0-2    | Juventus         | 0-1 | 0-1   |
| Victoria București       | (a)3-3 | Turun Palloseura | 1-0 | 2-3   |

### Tur
| Bayern München | 0 – 2 | Internazionale       |
| -------------- | ----- | -------------------- |
|                |       | Serena 60' Berti 71' |

| Bordeaux | 0 – 1 | Napoli       |
| -------- | ----- | ------------ |
|          |       | Carnevale 5' |

| Dynamo Dresden                | 2 – 0 | Roma |
| ----------------------------- | ----- | ---- |
| Gütschow 15' (pen.) Minge 81' |       |      |

| Liège | 0 – 1 | Juventus      |
| ----- | ----- | ------------- |
|       |       | Altobelli 18' |

### Retur
| Internazionale | 1 – 3 | Bayern München                            |
| -------------- | ----- | ----------------------------------------- |
| Serena 45'     |       | Wohlfarth 33' Augenthaler 38' Wegmann 40' |

Internazionale 3–3 Bayern München la general. Bayern München a mers mai departe.
| Napoli | 0 – 0 | Bordeaux |
| ------ | ----- | -------- |
|        |       |          |

Napoli a câștigat cu 1–0 la general.
| Roma | 0 – 2 | Dynamo Dresden           |
| ---- | ----- | ------------------------ |
|      |       | Gütschow 70' Kirsten 80' |

Dinamo Dresda a câștigat cu 4–0 la general.
| Juventus      | 1 – 0 | Liège |
| ------------- | ----- | ----- |
| Altobelli 16' |       |       |

Juventus a câștigat cu 2–0 la general.

## Sferturi
| Echipa #1                | Total  | Echipa #2      | Tur | Retur    |
| ------------------------ | ------ | -------------- | --- | -------- |
| Stuttgart                | (p)1-1 | Real Sociedad  | 1-0 | 0-1      |
| Heart of Midlothian F.C. | 1-2    | Bayern München | 1-0 | 0-2      |
| Juventus                 | 2-3    | Napoli         | 2-0 | 0-3(aet) |
| Victoria București       | 1-5    | Dynamo Dresden | 1-1 | 0-4      |

### Tur
| Juventus                       | 2 – 0 | Napoli |
| ------------------------------ | ----- | ------ |
| Bruno 13' Corradini 45' (o.g.) |       |        |

### Retur
| Napoli                                        | 3 – 0 (a.e.t.) | Juventus |
| --------------------------------------------- | -------------- | -------- |
| Maradona 10' (pen.) Carnevale 45' Renica 120' |                |          |

Napoli a câștigat cu 3–2 la general.

## Semifinalele

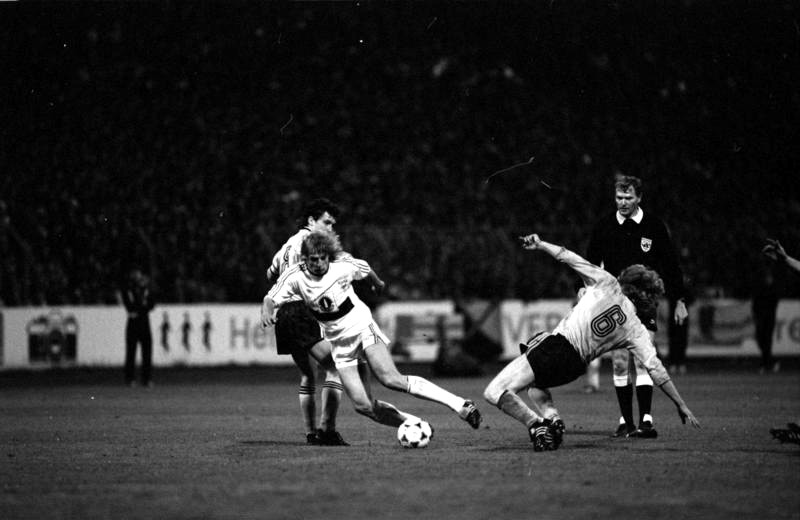
Dynamo Dresden v. Stuttgart în semifinală.

| Echipa #1 | Total | Echipa #2      | Tur | Retur |
| --------- | ----- | -------------- | --- | ----- |
| Napoli    | 4-2   | Bayern München | 2-0 | 2-2   |
| Stuttgart | 2-1   | Dynamo Dresden | 1-0 | 1-1   |

### Tur
| Napoli                   | 2 – 0 | FC Bayern München |
| ------------------------ | ----- | ----------------- |
| Careca 40' Carnevale 59' |       |                   |

### Retur
| FC Bayern München        | 2 – 2 | Napoli         |
| ------------------------ | ----- | -------------- |
| Wohlfarth 63' Reuter 81' |       | Careca 61' 76' |

Napoli a câștigat cu 4–2 la general.

## Finala

### Tur
| Napoli                         | 2 – 1 | Stuttgart   |
| ------------------------------ | ----- | ----------- |
| Maradona 68' (pen.) Careca 87' |       | Gaudino 17' |

### Retur
| Stuttgart                                          | 3 – 3 | Napoli                            |
| -------------------------------------------------- | ----- | --------------------------------- |
| Klinsmann 27' De Napoli 67' (o.g.) O. Schmäler 90' |       | Alemão 19' Ferrara 39' Careca 62' |

Napoli a câștigat cu 5–4 la general.